# Wangen (Unstrut)
Wangen is een ortsteil van de stad Nebra in de Duitse deelstaat Saksen-Anhalt. Tot 1 juli 2009 was Wangen een zelfstandige gemeente in de Burgenlandkreis.

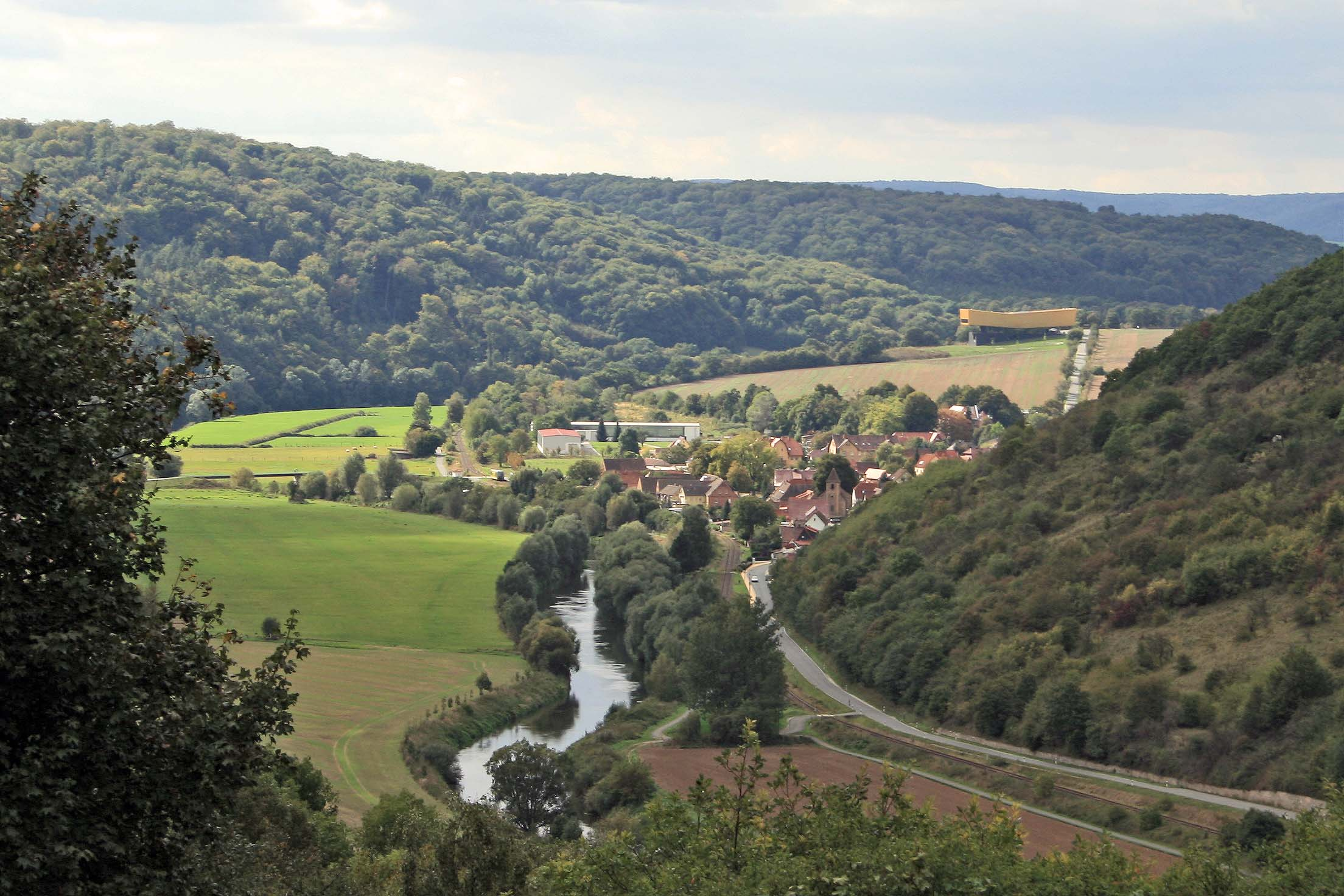
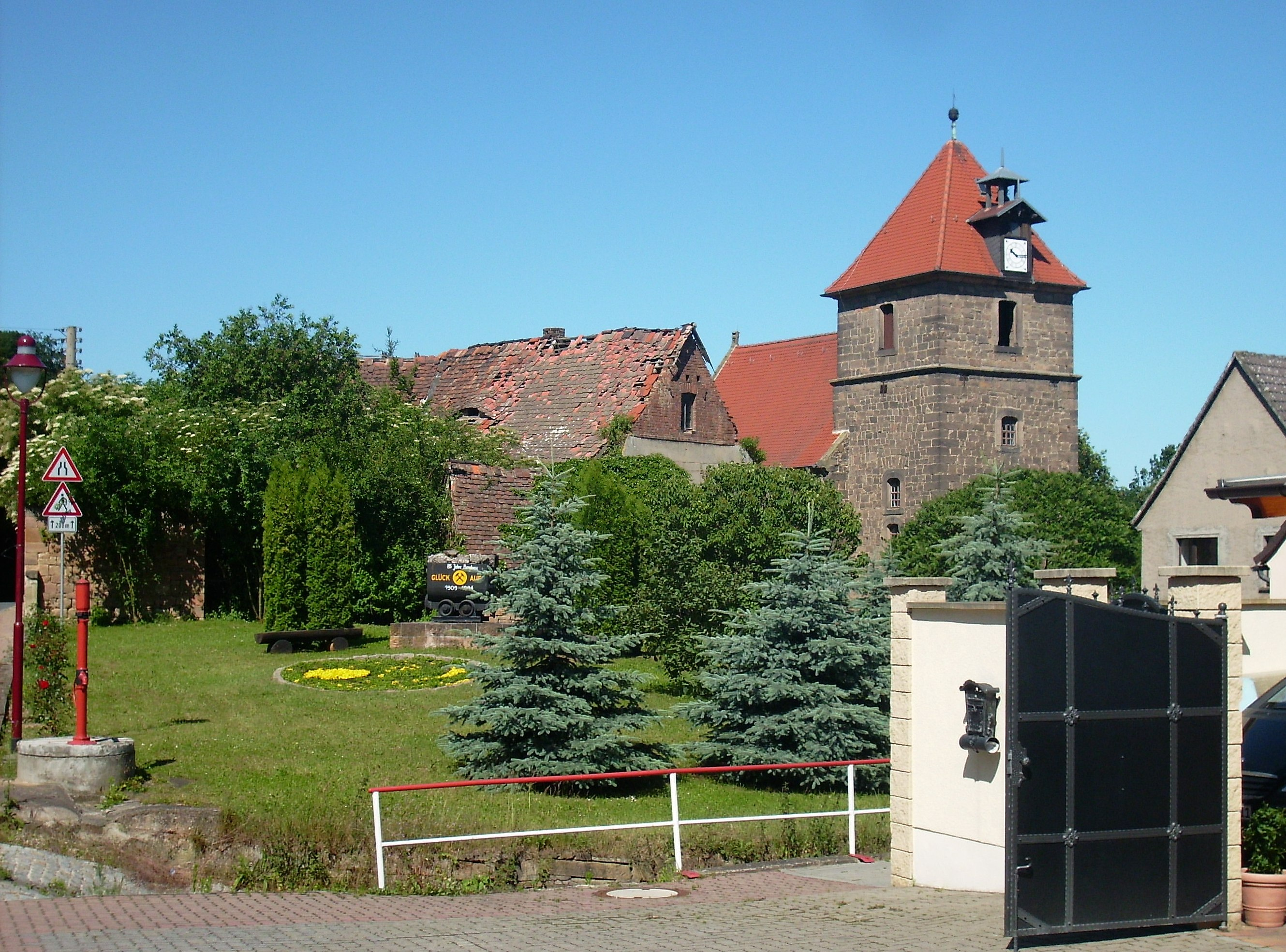
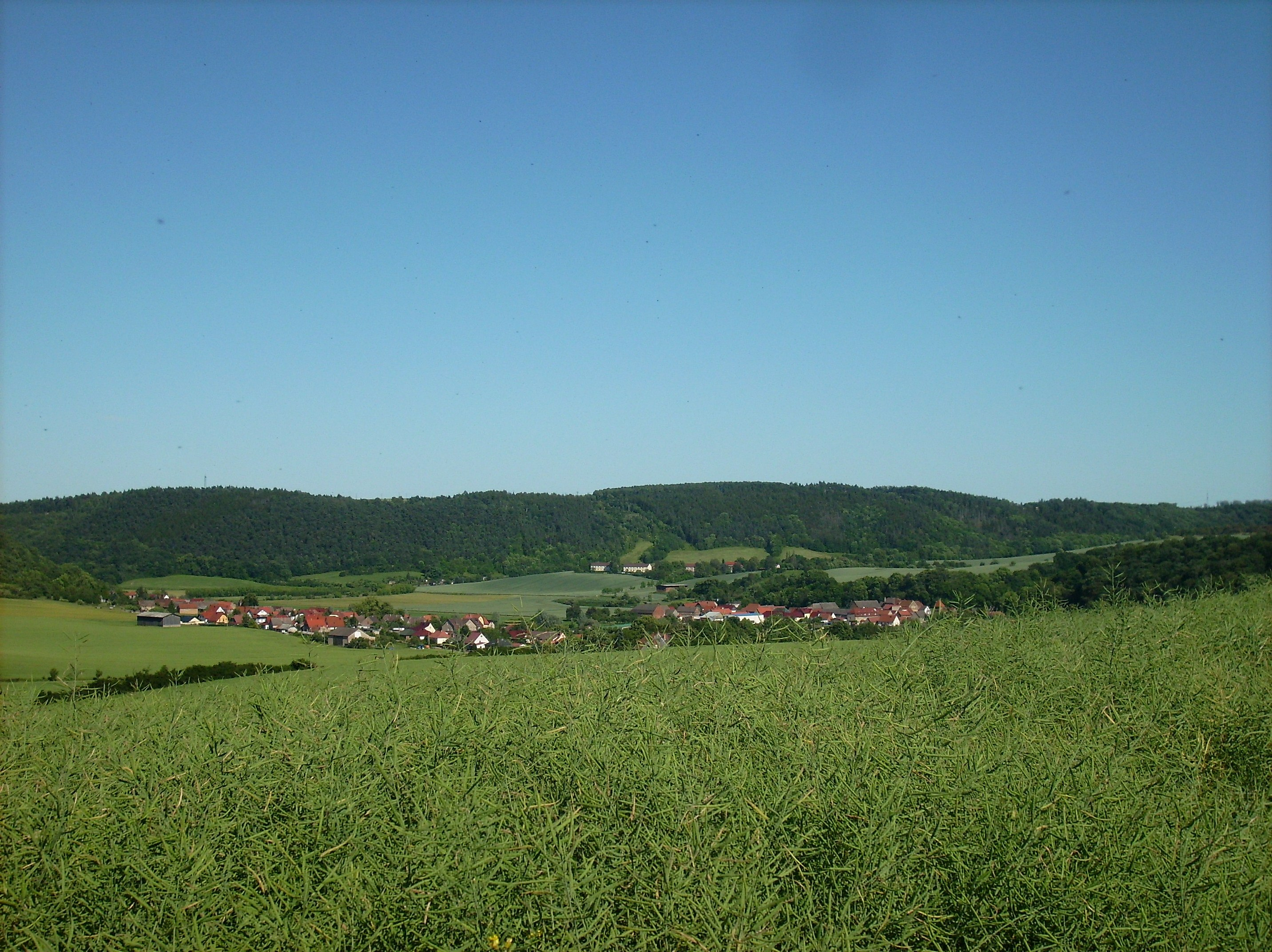